# Élections législatives de 1962 en Seine-et-Marne
Les élections législatives françaises de 1962 se déroulent les 18 et 25 novembre 1962. Dans le département de Seine-et-Marne, cinq députés sont à élire dans le cadre de cinq circonscriptions.

## Élus
| Circonscription | Député sortant                              | Parti | Parti | Député élu ou réélu | Parti | Parti   |
| --------------- | ------------------------------------------- | ----- | ----- | ------------------- | ----- | ------- |
| 1re             | Marc Jacquet                                |       | UNR   | Marc Jacquet        |       | UNR-UDT |
| 2e              | Guy Chavanne                                |       | UNR   | Guy Rabourdin       |       | UNR-UDT |
| 3e              | René Mocquiaux                              |       | CR    | Bertrand Flornoy    |       | UNR-UDT |
| 4e              | Michel Vincent suppléant d'Alain Peyrefitte |       | UNR   | Alain Peyrefitte    |       | UNR-UDT |
| 5e              | Pierre Battesti                             |       | UNR   | Paul Séramy         |       | Radsoc  |

## Résultats

### Résultats à l'échelle du département
| Parti          | Parti                                          | Premier tour | Premier tour | Second tour | Second tour | Sièges |
| Parti          | Parti                                          | Voix         | %            | Voix        | %           | Sièges |
| -------------- | ---------------------------------------------- | ------------ | ------------ | ----------- | ----------- | ------ |
|                | Union pour la nouvelle République (UDT)        | 96 378       | 46,63        | 92 582      | 54,79       | 4      |
|                | Modérés                                        | 3 927        | 1,90         |             |             | 0      |
|                | Majorité présidentielle                        | 100 305      | 48,53        | 92 582      | 54,79       | 4      |
|                |                                                |              |              |             |             |        |
|                | Centre national des indépendants et paysans    | 16 803       | 8,13         | 5 756       | 3,41        | 0      |
|                | Mouvement républicain populaire                | 3 147        | 1,52         |             |             | 0      |
|                | Centre démocratique                            | 19 950       | 9,65         | 5 756       | 3,41        | 0      |
|                |                                                |              |              |             |             |        |
|                | Parti communiste français                      | 50 097       | 24,24        | 49 739      | 29,44       | 0      |
|                | Parti radical                                  | 17 938       | 8,68         | 20 896      | 12,37       | 1      |
|                | Section française de l'Internationale ouvrière | 11 631       | 5,63         | Retrait     | Retrait     | 0      |
|                | Parti socialiste unifié                        | 4 958        | 2,40         | Retrait     | Retrait     | 0      |
|                | Extrême droite                                 | 1 287        | 0,62         |             |             | 0      |
|                | Divers                                         | 514          | 0,25         | 0           |             |        |
|                |                                                |              |              |             |             |        |
| Inscrits       | Inscrits                                       | 302 293      | 100,00       | 248 738     | 100,00      | 5      |
| Abstentions    | Abstentions                                    | 89 303       | 29,54        | 71 859      | 28,89       |        |
| Votants        | Votants                                        | 212 990      | 70,46        | 176 879     | 71,11       |        |
| Blancs et nuls | Blancs et nuls                                 | 6 310        | 2,96         | 7 906       | 4,47        |        |
| Exprimés       | Exprimés                                       | 206 680      | 97,04        | 168 973     | 95,53       |        |

### Résultats par circonscription

#### Première circonscription (Melun)
| Candidat       | Candidat                   | Parti          | Premier tour | Premier tour | Second tour | Second tour |  |
| Candidat       | Candidat                   | Parti          | Voix         | %            | Voix        | %           |  |
| -------------- | -------------------------- | -------------- | ------------ | ------------ | ----------- | ----------- |  |
|                | Marc Jacquet sortant réélu | UNR-UDT        | 22 186       | 46,93        | 26 484      | 55,38       |  |
|                | Gérard Bordu               | PCF            | 10 770       | 22,78        | 15 642      | 32,71       |  |
|                | Robert Betolaud            | CNIP           | 4 044        | 8,55         | 5 698       | 11,91       |  |
|                | Marcel-Raoul Lange         | SFIO           | 2 997        | 6,34         | Retrait     | Retrait     |  |
|                | Jacques Roynette           | PSU            | 2 937        | 6,21         | Retrait     | Retrait     |  |
|                | Paul Lemaire               | MRP            | 1 800        | 3,81         |             |             |  |
|                | R. Martin                  | Extrême droite | 1 287        | 2,72         |             |             |  |
|                | Robert Pestel              | Radsoc         | 1 258        | 2,66         |             |             |  |
|                |                            |                |              |              |             |             |  |
| Inscrits       | Inscrits                   | Inscrits       | 68 553       | 100,00       | 68 541      | 100,00      |  |
| Abstentions    | Abstentions                | Abstentions    | 19 928       | 29,07        | 19 317      | 28,18       |  |
| Votants        | Votants                    | Votants        | 48 625       | 70,93        | 49 224      | 71,82       |  |
| Blancs et nuls | Blancs et nuls             | Blancs et nuls | 1 346        | 2,77         | 1 400       | 2,84        |  |
| Exprimés       | Exprimés                   | Exprimés       | 47 279       | 97,23        | 47 824      | 97,16       |  |

#### Deuxième circonscription (Chelles)
| Candidat       | Candidat             | Parti          | Premier tour | Premier tour | Second tour | Second tour |  |
| Candidat       | Candidat             | Parti          | Voix         | %            | Voix        | %           |  |
| -------------- | -------------------- | -------------- | ------------ | ------------ | ----------- | ----------- |  |
|                | Guy Rabourdin élu    | UNR-UDT        | 14 911       | 33,15        | 24 258      | 53,67       |  |
|                | Louis Moulin         | PCF            | 13 763       | 30,6         | 20 883      | 46,2        |  |
|                | Guy Chavanne sortant | CNIP           | 8 908        | 19,8         | 58          | 0,13        |  |
|                | Marguerite Fié       | SFIO           | 2 748        | 6,11         | Retrait     | Retrait     |  |
|                | Marcel Pagenel       | PSU            | 2 021        | 4,49         |             |             |  |
|                | Raymond Moie         | MRP            | 1 347        | 2,99         |             |             |  |
|                | Jacques Genet        | Modérés        | 1 286        | 2,86         |             |             |  |
|                |                      |                |              |              |             |             |  |
| Inscrits       | Inscrits             | Inscrits       | 64 569       | 100,00       | 64 810      | 100,00      |  |
| Abstentions    | Abstentions          | Abstentions    | 18 461       | 28,59        | 17 317      | 26,72       |  |
| Votants        | Votants              | Votants        | 46 108       | 71,41        | 47 493      | 73,28       |  |
| Blancs et nuls | Blancs et nuls       | Blancs et nuls | 1 124        | 2,44         | 2 294       | 4,83        |  |
| Exprimés       | Exprimés             | Exprimés       | 44 984       | 97,56        | 45 199      | 95,17       |  |

#### Troisième circonscription (Meaux)
| Candidat       | Candidat               | Parti          | Premier tour | Premier tour | Second tour | Second tour |  |
| Candidat       | Candidat               | Parti          | Voix         | %            | Voix        | %           |  |
| -------------- | ---------------------- | -------------- | ------------ | ------------ | ----------- | ----------- |  |
|                | Bertrand Flornoy élu   | UNR-UDT        | 18 082       | 45,85        | 25 708      | 66,05       |  |
|                | Paul d'Étienne         | PCF            | 8 596        | 21,8         | 13 214      | 33,95       |  |
|                | René Mocquiaux sortant | diss. UNR-UDT  | 7 048        | 17,87        | Retrait     | Retrait     |  |
|                | Jacques Bott           | SFIO           | 3 074        | 7,79         | Retrait     | Retrait     |  |
|                | Jacques Pipault        | Modérés        | 2 641        | 6,7          | Retrait     | Retrait     |  |
|                |                        |                |              |              |             |             |  |
| Inscrits       | Inscrits               | Inscrits       | 59 107       | 100,00       | 59 107      | 100,00      |  |
| Abstentions    | Abstentions            | Abstentions    | 18 405       | 31,14        | 17 754      | 30,04       |  |
| Votants        | Votants                | Votants        | 40 702       | 68,86        | 41 353      | 69,96       |  |
| Blancs et nuls | Blancs et nuls         | Blancs et nuls | 1 261        | 3,1          | 2 431       | 5,88        |  |
| Exprimés       | Exprimés               | Exprimés       | 39 441       | 96,9         | 38 922      | 94,12       |  |

#### Quatrième circonscription (Provins)
|                | Alain Peyrefitte sortant réélu | UNR-UDT        | 23 376 | 61,42  |  |  |  |
|                | André Gautier                  | PCF            | 9 691  | 25,46  |  |  |  |
|                | Jacques Lebouc                 | Radsoc         | 4 990  | 13,11  |  |  |  |
|                |                                |                |        |        |  |  |  |
| Inscrits       | Inscrits                       | Inscrits       | 53 741 | 100,00 |  |  |  |
| Abstentions    | Abstentions                    | Abstentions    | 14 606 | 27,18  |  |  |  |
| Votants        | Votants                        | Votants        | 39 135 | 72,82  |  |  |  |
| Blancs et nuls | Blancs et nuls                 | Blancs et nuls | 1 078  | 2,75   |  |  |  |
| Exprimés       | Exprimés                       | Exprimés       | 38 057 | 97,25  |  |  |  |

#### Cinquième circonscription (Fontainebleau)
| Candidat       | Candidat        | Parti          | Premier tour | Premier tour | Second tour | Second tour |  |
| Candidat       | Candidat        | Parti          | Voix         | %            | Voix        | %           |  |
| -------------- | --------------- | -------------- | ------------ | ------------ | ----------- | ----------- |  |
|                | Paul Séramy élu | Divers centre  | 11 690       | 31,66        | 20 896      | 56,43       |  |
|                | Édouard Méric   | UNR-UDT        | 10 775       | 29,19        | 16 132      | 43,57       |  |
|                | Bernard Ridoux  | PCF            | 7 277        | 19,71        | Retrait     | Retrait     |  |
|                | René Gresser    | CNIP           | 3 851        | 10,43        | Retrait     | Retrait     |  |
|                | Pierre Jaslet   | SFIO           | 2 812        | 7,62         | Retrait     | Retrait     |  |
|                | A. Geronimi     | Divers         | 514          | 1,39         |             |             |  |
|                |                 |                |              |              |             |             |  |
| Inscrits       | Inscrits        | Inscrits       | 56 303       | 100,00       | 56 278      | 100,00      |  |
| Abstentions    | Abstentions     | Abstentions    | 17 885       | 31,77        | 17 470      | 31,04       |  |
| Votants        | Votants         | Votants        | 38 418       | 68,23        | 38 808      | 68,96       |  |
| Blancs et nuls | Blancs et nuls  | Blancs et nuls | 1 499        | 3,9          | 1 780       | 4,59        |  |
| Exprimés       | Exprimés        | Exprimés       | 36 919       | 96,1         | 37 028      | 95,41       |  |